# Kahna Nau
 (septembre 2018).
Pour les articles homonymes, voir Nau.
Kahna Nau est une ville pakistanaise située dans le district de Lahore, dans la province du Pendjab. La ville est située dans la banlieue de Lahore, deuxième plus grande ville du pays.
La population s'élevait à 38 920 habitants d’après le recensement de 1998. En 2017, la population était évaluée à 79 301 par le recensement suivant,.